# Donaldson International Airways
Donaldson International Airways (DIA) war eine britische Fluggesellschaft, die ihren Betrieb im Jahr 1974 eingestellt hat. Das Unternehmen führte internationale Charterflüge und Luftfrachttransporte durch.

## Geschichte

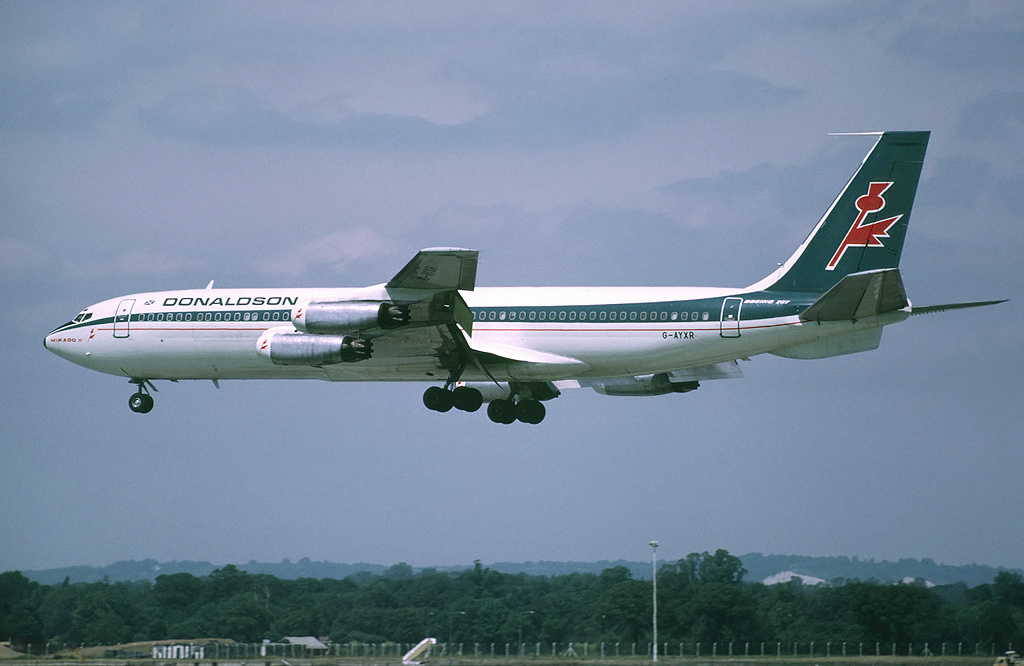
Boeing 707 der Donaldson International Airways, 1972

Donaldson International Airways wurde im Jahr 1964 unter dem Namen Donaldson Line Air Services als Reiseanbieter gegründet, der seine Flüge von anderen Gesellschaften ausführen ließ. Anfang 1969 beteiligten sich die schottische Reederei Waverley Shipping sowie der in Glasgow ansässige Reiseveranstalter Mercury Air Holidays mehrheitlich an dem Unternehmen und wandelten es in eine Fluggesellschaft um. Die Aufnahme des eigenen Flugbetriebs erfolgte im April 1969 mit drei Turboprop-Flugzeugen des Typs Bristol Britannia. Als Ausgangsbasen dienten die Flughäfen London-Gatwick und Glasgow. Im ersten Betriebsjahr führte die Gesellschaft hauptsächlich touristische Charterflüge (IT-Charter) für Mercury Air Holidays in den Mittelmeerraum sowie Gelegenheitsdienste (Ad-hoc-Charter) auf innereuropäischen Strecken durch. Am 27. Mai 1970 übernahm Donaldson eine vierte Britannia, die auf Frachtflügen nach Hongkong und anderen asiatischen Zielen zum Einsatz kam. Das erste Strahlflugzeug des Typs Boeing 707 erhielt die Gesellschaft am 15. Dezember 1970 aus dem Bestand der Pan American World Airways. Nach der Auslieferung einer zweiten Maschine erfolgten ab Mai 1971 auch Charterflüge für Reisegruppen (Affinity-Group-Charter) in die USA und nach Kanada. Die verbliebenen Bristol Britannia wurden im Jahr 1972 ausgemustert und durch zwei weitere geleaste Boeing 707 ersetzt. Alle vier Strahlflugzeuge besaßen seitliche Ladetore auf dem Hauptdeck, die einen flexiblen Transport von Passagieren oder Frachtcontainern ermöglichten. Eine dieser Maschinen wurde ausschließlich auf Frachtflügen nach Asien eingesetzt.
Das Unternehmen geriet im Herbst 1973 in wirtschaftliche Schwierigkeiten, nachdem die Nachfrage im britischen Urlaubsreiseverkehr infolge der ersten Ölkrise stark eingebrochen war. Aufgrund der zu geringen Auslastung wurden zwei Flugzeuge (Kennzeichen: G-AYVG und G-AZWA) ab dem 1. Mai 1974 an Iraqi Airways vermietet. Die finanziellen Probleme nahmen während der Sommersaison 1974 weiter zu, so dass die Gesellschaft mit den Leasingraten ihrer Flugzeuge in Verzug geriet. Donaldson International Airways stellte den Flugbetrieb am 8. August 1974 ein und meldete einen Tag später Insolvenz an.

## Flotte
- Boeing 707-300 (G-AYVG, nachträglich mit einem Frachttor ausgerüstet)
- Boeing 707-300C (G-AYXR, G-AZWA, G-BAEL)
- Bristol 175 Britannia 312/317 (G-AOVC, G-APNA, G-APNB)
- Bristol 175 Britannia 312F (G-AOVF)